# Коржова, Владислава Сергеевна
Владислава Сергеевна Коржова (род. 23 сентября 1998, Зеленогорск, Красноярский край) — российская волейболистка, нападающая-доигровщица. Мастер спорта России.

## Биография
Владислава Коржова родилась и начала заниматься волейболом в городе Зеленогорске Красноярского края. Первый тренер — Елена Владимировна Захаренко.
В 2014 году получила приглашение от ВК «Омичка» и в 2014—2016 годах выступала за молодёжную команду клуба, а с 2015 параллельно и за основную команду, в составе которой приняла участие в 7 матчах в суперлиге чемпионата России.
С 2016 по 2017 год играла за команду «Тюмень-ТюмГУ» (Тюмень).
С 2017 по 2021 год выступала за команду «Липецк-Индезит / Липецк» в амплуа нападающей-доигровщицы.
В 2021 году заключила контракт с саратовским «Протоном». В январе 2023 года перешла в «Северянку».

### Клубная карьера
- 2014—2016 —  «Омичка» (Омск);
- 2016—2017 —  «Тюмень-ТюмГУ» (Тюмень);
- 2017—2021 —  «Липецк» (Липецк);
- 2021—2023 —  «Протон» (Саратов);
- 2023 —  «Северянка» (Череповец);
- с 2023 —  «Омь» (Омск).